# Obuzier „Schneider” de 105 mm, model 1912
Obuzierul „Schneider” de 105 mm, model 1912 (clasificarea franceză  Obusier de campagne à tir rapide de 105 mm, type O.C. 105 N° 5) a fost un obuzier cu „tragere accelerată”, de fabricație franceză, variantă particularizată pentru Armata României a obuzierului „model 1910”. :p. 53
Obuzierul s-a aflat în înzestrarea regimentelor de artilerie de câmp din Armata României, la începutul campaniei din anul 1916 din timpul Primului Război Mondial, fiind în evidență un număr de 120 de bucăți. :p. 41

## Principii constructive
Obuzierul era destinat în principal pentru distrugerea fortificațiilor pasagere și a forței vii adăpostite a inamicului pe câmpul de luptă. Țeava era ghintuită, fiind construită din oțel forjat. Proiectilele erau explozive sau încărcate cu șrapnele. Pentru atenuarea reculului era folosit un sistem cu frână hidraulică. Obuzierul era montat pe un afet mobil cu două roți cu spițe din lemn, pentru transport montându-se un antetren cu roți identice. 